# Münsterland Giro 2009
Il Münsterland Giro 2009, quarta edizione della corsa, valido come evento dell'UCI Europe Tour 2009 categoria 1.1, si svolse il 3 ottobre 2009 su un percorso di 197 km. Fu vinto dal lettone Aleksejs Saramotins, che giunse al traguardo in 4h 33' 40".
A completare la gara furono 124 ciclisti.

## Squadre partecipanti
| N.      | Cod. | Squadra                   |
| ------- | ---- | ------------------------- |
| 1-8     | THR  | Team Columbia-HTC         |
| 11-18   | MRM  | Team Milram               |
| 21-28   | SAK  | Sava                      |
| 31-38   | SIL  | Silence-Lotto             |
| 41-48   | CTT  | Cervélo TestTeam          |
| 51-58   | SKS  | Skil-Shimano              |
| 61-68   | TSV  | Topsport Vlaanderen       |
| 71-78   | VAC  | Vacansoleil               |
| 81-88   | VBG  | Vorarlberg-Corratec       |
| 91-98   | RB3  | Rabobank Continental Team |
| 101-108 | LKT  | LKT Brandenburg           |

| N.      | Cod. | Squadra                  |
| ------- | ---- | ------------------------ |
| 111-118 | TRS  | Team Kuota-Indeland      |
| 121-128 | TSS  | Seven Stones             |
| 131-138 | TMH  | Heizomat-Mapei           |
| 141-148 | TSP  | Nutrixxion-Sparkasse     |
| 151-158 | CJP  | Cyclingteam Jo Piels     |
| 161-168 | GLU  | Glud & Marstrand Horsens |
| 171-178 | PCO  | Palmans-Cras             |
| 181-188 | CPI  | Team Capinordic          |
| 191-198 | TDK  | Team Designa Køkken      |
| 201-208 | CCD  | C.T. Differdange         |

## Ordine d'arrivo (Top 10)
| Pos. | Corridore           | Squadra      | Tempo    |
| ---- | ------------------- | ------------ | -------- |
| 1    | Aleksejs Saramotins | Designa Køk. | 4h33'40" |
| 2    | Wouter Mol          | Vacansoleil  | a 6"     |
| 3    | Thierry Hupond      | Skil-Shimano | s.t.     |
| 4    | Dirk Müller         | Sparkasse    | s.t.     |
| 5    | Jean Zen            | Palmans-Cras | s.t.     |
| 6    | André Greipel       | Columbia-HTC | a 8"     |
| 7    | Kristof Goddaert    | Topsport Vl. | a 9"     |
| 8    | Kenny van Hummel    | Skil-Shimano | s.t.     |
| 9    | Eric Baumann        | Sparkasse    | s.t.     |
| 10   | Jempy Drucker       | Differdange  | s.t.     |